# Atzgersdorf
Atzgersdorf ist ein Stadtteil im 23. Wiener Gemeindebezirk Liesing. Die seit 1850 eigenständige niederösterreichische Gemeinde wurde 1938 vom NS-Regime nach Groß-Wien eingemeindet und ist seit 1954 Teil des 23. Bezirks. Ein kleiner Teil der früheren Gemeinde kam zum 12. Gemeindebezirk Meidling. Atzgersdorf ist eine der 89 Wiener Katastralgemeinden.

## Geografie

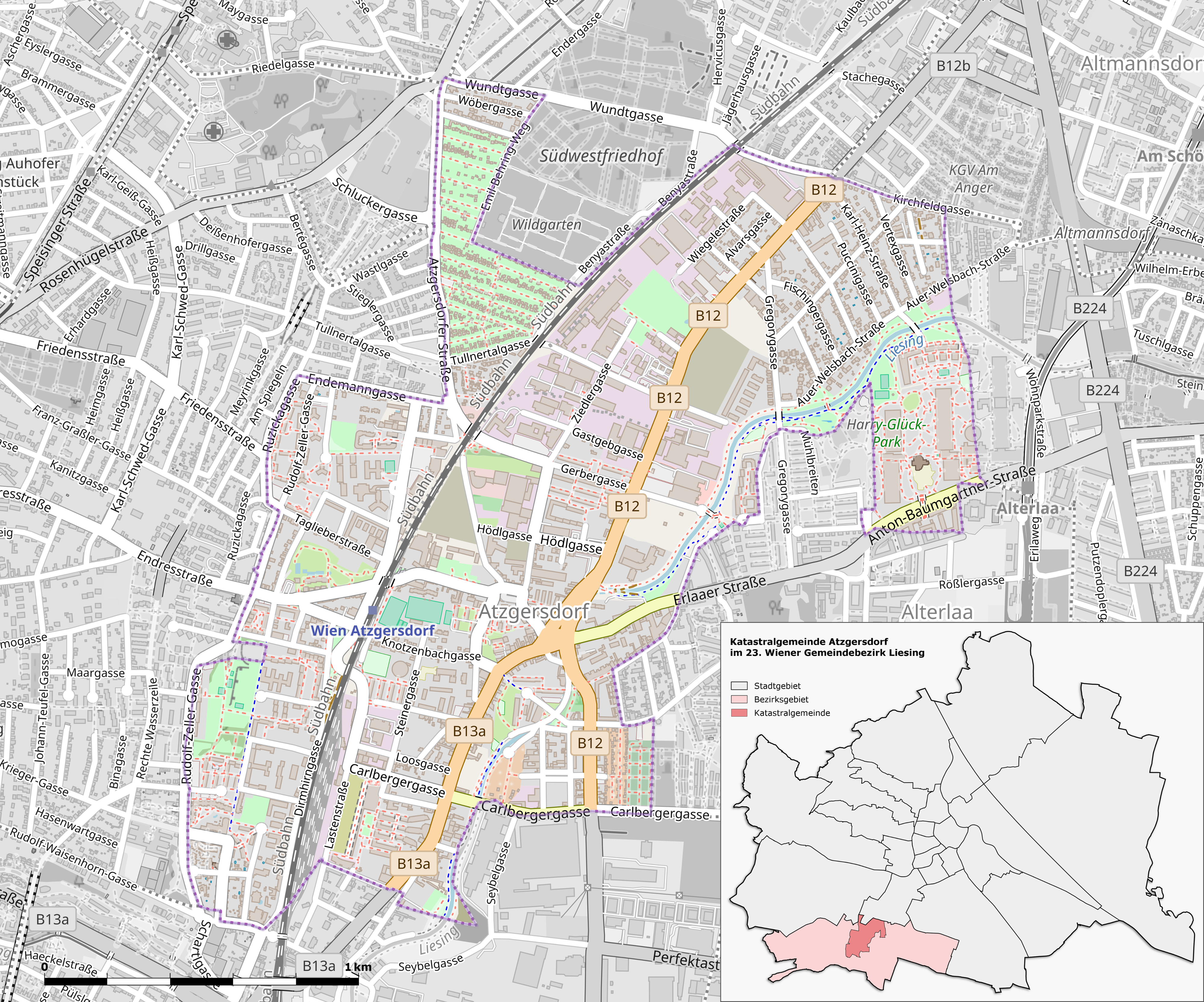
Katastralgemeinde Atzgersdorf im Wiener Bezirk Liesing

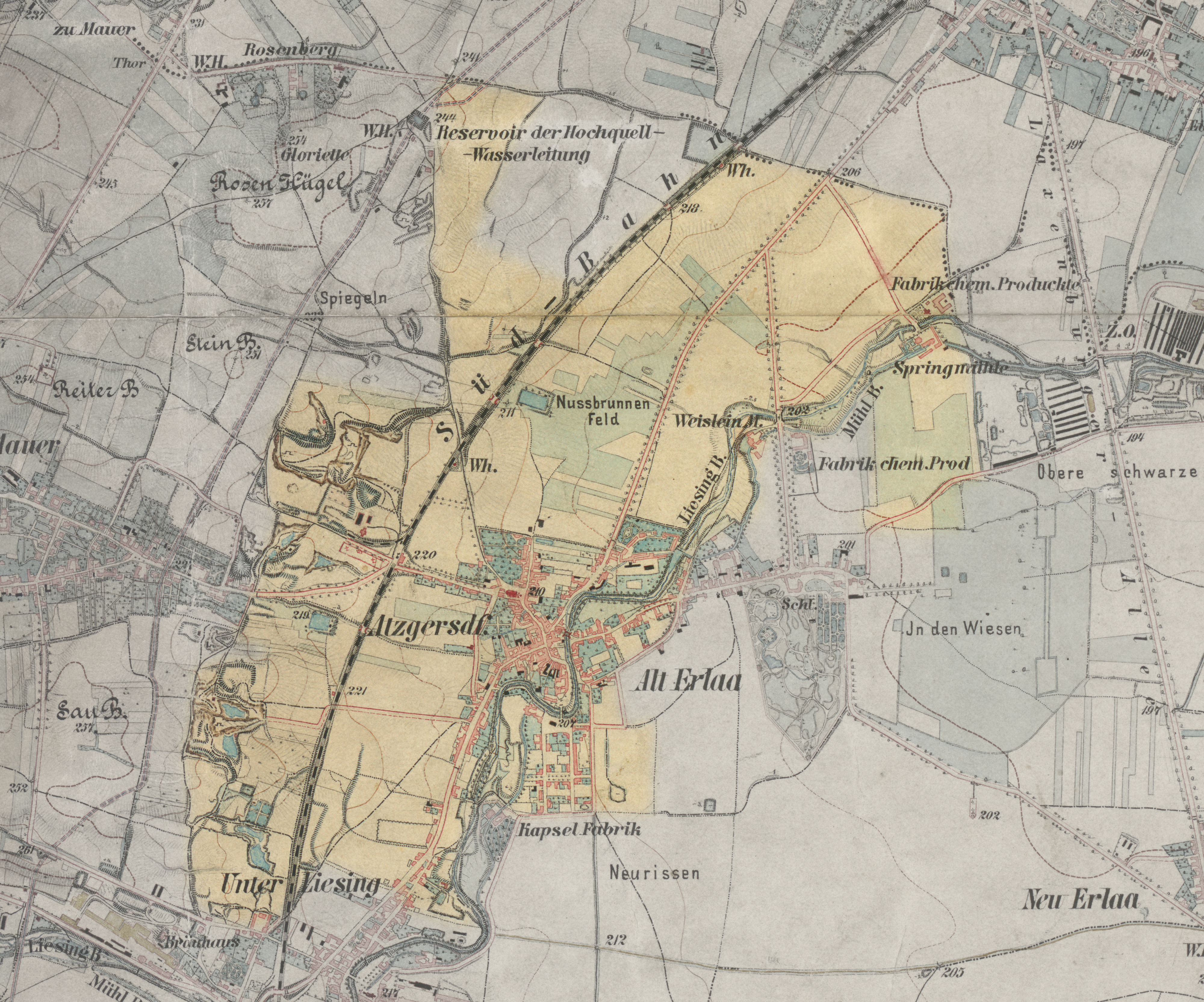
Das Gebiet der heutigen Katastralgemeinde Atzgersdorf auf einer Karte von 1872

Die heutige Katastralgemeinde Atzgersdorf nimmt eine Fläche von etwa 376 Hektar ein. Bis 2010 gehörte auch ein 35 Hektar großes Gebiet im Bezirk Meidling, auf dem der südliche Teil des Südwestfriedhofs liegt, der Katastralgemeinde Atzgersdorf an. Durch eine Verwaltungsvereinfachung wurde die Katastralgemeindegrenze zur Bezirksgrenze hin verschoben, und dieses Gebiet an die Katastralgemeinde Hetzendorf übertragen.
Der Ort liegt beiderseits der Liesing. Flussaufwärts befindet sich der gleichnamige Wiener Bezirksteil Liesing, flussabwärts schließen die Wiener Bezirksteile Erlaa und Inzersdorf an. Nördlich von Atzgersdorf liegen der Hietzinger Bezirksteil Rosenberg und die Meidlinger Bezirksteile Hetzendorf und Altmannsdorf. Im Ort mündete der aus Mauer kommende Knotzenbach in die Liesing. Dieser fließt heute großteils unterirdisch und ist daher nur mehr in der Nähe seiner Quelle, beim Maurer Wald, sichtbar.
Der Westen von Atzgersdorf wird zu den chronostratigraphischen Stufen des Pannoniums und Sarmatiums gezählt, der Osten zum Holozän.

## Geschichte

C. Schember & Söhne, um 1900

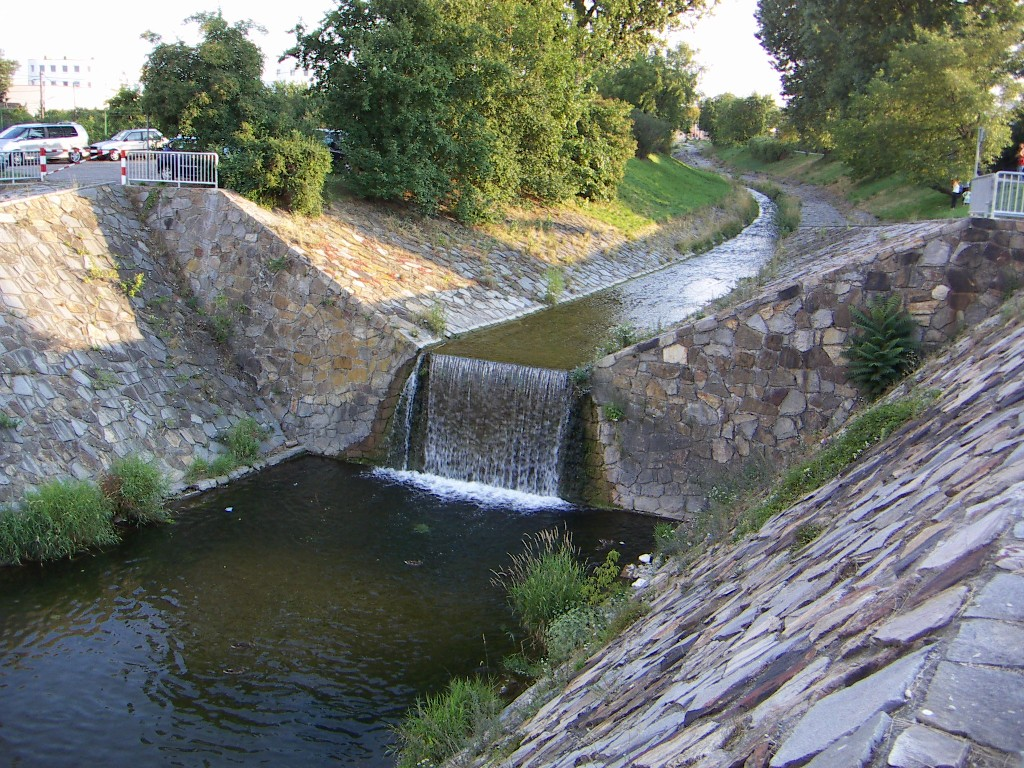
Liesingbach in Atzgersdorf

In Atzgersdorf wurden jungsteinzeitliche Scherben gefunden, die auf eine prähistorische Besiedlung hinweisen. Bei Bauarbeiten im Bereich der Keltengasse wurden zudem keltische Besiedlungsspuren entdeckt.
Im Westen von Atzgersdorf an der Grenze zu Mauer und Speising verläuft unterirdisch die Trasse einer ehemaligen römischen Wasserleitung zum Legionslager Vindobona. Mehrere Stücke dieser Leitung wurden gefunden und archäologisch dokumentiert.
Die Anfänge einer dauerhaften Besiedlung Atzgersdorfs können um das Jahr 1000 datiert werden. Der Ort entstand als Gassendorf an einem wichtigen Verkehrsknotenpunkt. An seiner Stelle kreuzt die Verbindung von Mauer zur Triester Straße mit der Straße von Meidling nach Perchtoldsdorf.
Der Name Atzgersdorf ist eine Kombination aus dem Personennamen „Atzichî“ und dem Wort Dorf. Die erste urkundliche Nennung des Orts erfolgte um das Jahr 1120. Von früher Bedeutung war die um 1300 gegründete Pfarre Atzgersdorf, die als religiöses Zentrum für die umliegenden Orte diente. Der erste namentlich bekannte Grundherr des ursprünglich vermutlich hochfreien Besitzes Atzgersdorf war Hans von Liechtenstein, dessen Güter um 1390 von Herzog Albrecht III. von Österreich beschlagnahmt wurden. Atzgersdorf war das Zentrum einer größeren Grundherrschaft, zu der auch die Orte Lainz, Speising und Unterliesing gehörten. Diese Besitztümer blieben bis 1652 landesfürstliches Lehen, als Kaiser Ferdinand III. sie seinem Hofkanzler Johann Matthias Prückelmayr verkaufte. Prücklmayr vermachte die Herrschaft 1656 den Jesuiten, die bis zu ihrer Ordensaufhebung 1773 die Grundherren von Atzgersdorf blieben. Bei der zweiten Wiener Türkenbelagerung 1683 wurde Atzgersdorf schwer in Mitleidenschaft gezogen. Im 18. Jahrhundert wurde der Ort ein bedeutender Wallfahrtsort, mit dem bis heute in der Pfarrkirche Atzgersdorf aufbewahrten „Fieberkreuz“ als Hauptanziehungspunkt. 1775 erwarb Georg Adam von Starhemberg den Besitz. Er verkaufte Unterliesing und verlagerte den Sitz der Grundherrschaft von Atzgersdorf nach Schloss Alterlaa, wo er bis zum Ende der grundherrschaftlichen Periode verblieb. Als prominente Nachfolger Starhembergs als Grundherren von Atzgersdorf sind Jérôme Bonaparte und Pierre-Louis de Blacas d’Aulps zu nennen. Im Jahr 1822 wurde der Ort als Dorf mit 118 Häusern genannt, das über eine Pfarre und eine Schule verfügte. Die Herrschaft Erlaa besaß die Ortsobrigkeit und besorgte die Konskription. Die Landgerichtsbarkeit wurde von der Herrschaft Mödling ausgeübt. Bis zum 19. Jahrhundert war der Ort vor allem durch Ackerbau und Viehzucht geprägt. Auch bedingt durch die Errichtung der Eisenbahnlinie der Südbahn nach Atzgersdorf im Jahr 1841 begann nun die Industrialisierung im Ort. Mehrere Mühlen am Liesingbach wurden in Fabriken umgewandelt, die die Wasserkraft als Energiequelle nutzten. 1844 wurden Johann und Hedwig Langer die letzten Grundherren von Atzgersdorf und Erlaa.
Nach der Aufhebung der Grundherrschaft wurde Atzgersdorf am 25. Juni 1850 als selbstständige Gemeinde begründet. Zum ersten Bürgermeister wurde Joseph Carlberger gewählt, der seit 1831 Ortsrichter von Atzgersdorf gewesen war.
1887 kaufte Carl Auer von Welsbach die Fabrik für chemisch-pharmazeutische Erzeugnisse Würth & Co, um dort industriell Glühstrümpfe zu produzieren.
Seit 1892 grenzte der Ort durch die Schaffung des 12. Wiener Gemeindebezirks, Meidling, an die k.k. Reichshaupt- und Residenzstadt. Aus dieser Zeit ist das Gebäude des k.k. Linienamts Atzgersdorf erhalten, an dem bei Überschreiten der Stadtgrenze die Verzehrungssteuer bezahlt werden musste. Vor allem zwischen Breitenfurter und Brunner Straße wurden ehemalige Weide- und Ackerflächen systematisch parzelliert. Von 1831 bis 1910 wuchs die Bevölkerung Atzgersdorfs von 1.899 auf 10.398 Einwohner.
Die Gemeinden des 1904 geschaffenen Gerichtsbezirks Liesing (neben Atzgersdorf waren dies Breitenfurt, Erlaa, Hadersdorf-Weidlingau, Inzersdorf, Kalksburg, Kaltenleutgeben, Laab im Walde, Liesing, Mauer, Perchtoldsdorf, Purkersdorf, Rodaun, Siebenhirten und Vösendorf) wurden per Verfügung vom 1. Oktober 1938 zur Schaffung eines „Groß-Wien“, die am 15. Oktober 1938 in Kraft trat, als 25. Gemeindebezirk, Liesing, nach Wien eingemeindet.
1910 befand sich an der Südbahnstrecke ein Materiallagerplatz für den Bau der II. Wiener Hochquellenwasserleitung, zu dem auch ein Betriebsbahnhof gehörte. Von dort gingen Feldbahnstrecken über Mauer bis ins Gütenbachtal, zum Wasserspeicher Rosenhügel und zu einem Steinbruch.
An der heutigen Adresse Dirmhirngasse 112 war 1900 von einem jüdischen Bethausverein die Synagoge Atzgersdorf errichtet worden, die auch Gläubigen aus dem heutigen Bezirksteil Liesing diente. Sie wurde in der Reichspogromnacht vom 10. November 1938 von Nationalsozialisten zerstört. Die Überreste wurden 1958 abgetragen. Heute erinnert eine Gedenktafel an diese Vorkommnisse. Im Zuge der Judenverfolgung des nationalsozialistischen Regimes wurden Dutzende jüdische Atzgersdorfer ermordet.
Im Zweiten Weltkrieg lag Atzgersdorf zunächst bis 1944 außerhalb der Reichweite der Bombenflugzeuge. Das war einer der Gründe, aus denen in Atzgersdorf und dem benachbarten Liesing ein „Industriehorst“ entstehen sollte, dessen Betriebe (hauptsächlich Unternehmen der Metallverarbeitung) als Zulieferbetriebe für die Flugmotorenwerke Ostmark herangezogen werden sollten. Nicht zuletzt deswegen waren später vor allem diese Flugzeugwerke der deutschen Luftwaffe in Atzgersdorf ein Angriffsziel der Alliierten. Nach dem Krieg sollte Atzgersdorf gemäß dem zwischen Wien und Niederösterreich vereinbarten Gebietsänderungsgesetz vom 29. Juni 1946 eine von 17 ehemaligen Gemeinden sein, die bei Wien verbleiben sollten; 80 andere ehemalige Gemeinden sollten an Niederösterreich rückgegliedert werden. Die sowjetische Besatzungsmacht blockierte allerdings das Inkrafttreten dieses Verfassungsgesetzes bis 1954.
Am 1. September 1954 konnte das Gesetz in Kraft treten, nachdem die Sowjetunion ihr Veto aufgegeben hatte; Atzgersdorf, bis dahin Teil des 25. Bezirks, wurde nun Teil des neu geschaffenen 23. Gemeindebezirks, der den Namen des bisherigen 25. Bezirks, Liesing, behielt, nicht aber seine Fläche.
In den Nachkriegsjahren blieb Atzgersdorf zunächst weitgehend, aufbauend auf der Infrastruktur davor, ein Industriegebiet mit Betrieben der Metallverarbeitung und Chemie und erwarb sich den Ruf eines Arbeiterviertels. 1955 fiel die sowjetische Besatzung weg. In den letzten Jahrzehnten des 20. Jahrhunderts wurden die charakteristischen eingeschoßigen Arbeiterhäuser kontinuierlich durch groß angelegte Wohnhausanlagen verdrängt. Dieser Wandel ging auch mit Bevölkerungswachstum einher. Im Jahr 1951 hatte der Ort 7738 Einwohner, während heute rund 15 500 Menschen in Atzgersdorf leben.
Die Industriegrundstücke werden ab 2010 weitgehend durch Wohnungs- und Bildungsanlagen bzw. Kulturzentren (wie den Bildungscampus Atzgersdorf oder die Sargfabrik Atzgersdorf) ersetzt. Eines der Projekte befindet sich am Standort der früheren Chemiefabrik Wildschek in der Walter-Jurmann-Gasse. Dort werden neben der ebenfalls vorgesehenen Schnellbahnstation „Anton-Benya-Straße“ an der Südbahnstrecke bis 2028 850 Wohnungen errichtet, wobei die bisher unverbauten (früher als Erweiterungsgründe des Industriewerkes vorgesehenen) Flächen als Park erhalten bleiben (Projekt „Biotop Wildquell“).

## Bürgermeister von Atzgersdorf
- Joseph Carlberger (1850–1864)
- Anton Bayer (1864–1867)
- Johann Fichtner (Fabrikant) (1867–1868)
- Ferdinand Bausback (1868–1873)
- Anton Heger (1873–1875)
- Carl Meisgeyer (1875–1894)
- Josef Watzger (Kaufmann) (1894–1900)
- Johann Höbinger (1900–1905)
- Leonhard Bauer (1905–1909)
- Emil von Derschatta (1909–1918)
- Ludwig Kirschner (1918–1919)
- Johann Werndl (1919–1934)
- Josef Hilgarth (1934–1938)

## Kultur und Sehenswürdigkeiten

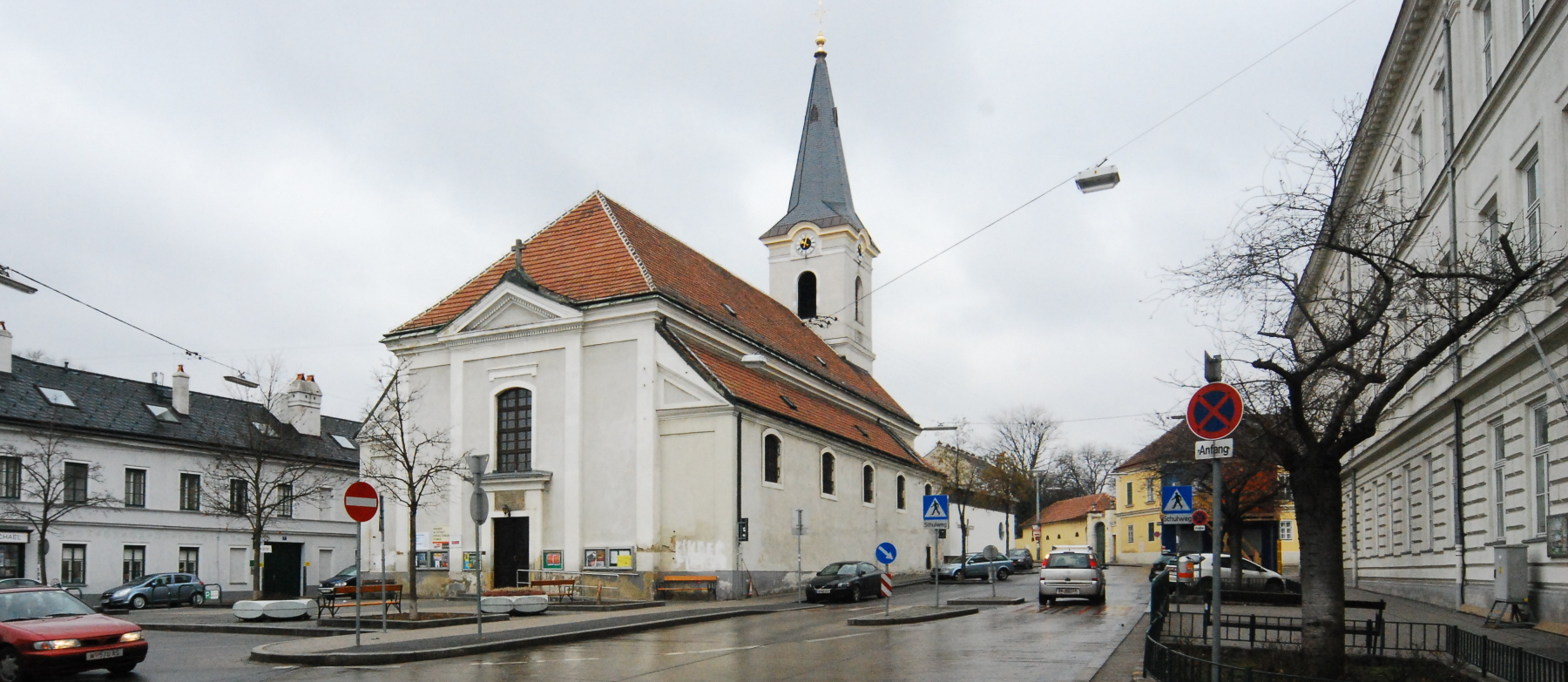
Pfarrkirche Atzgersdorf

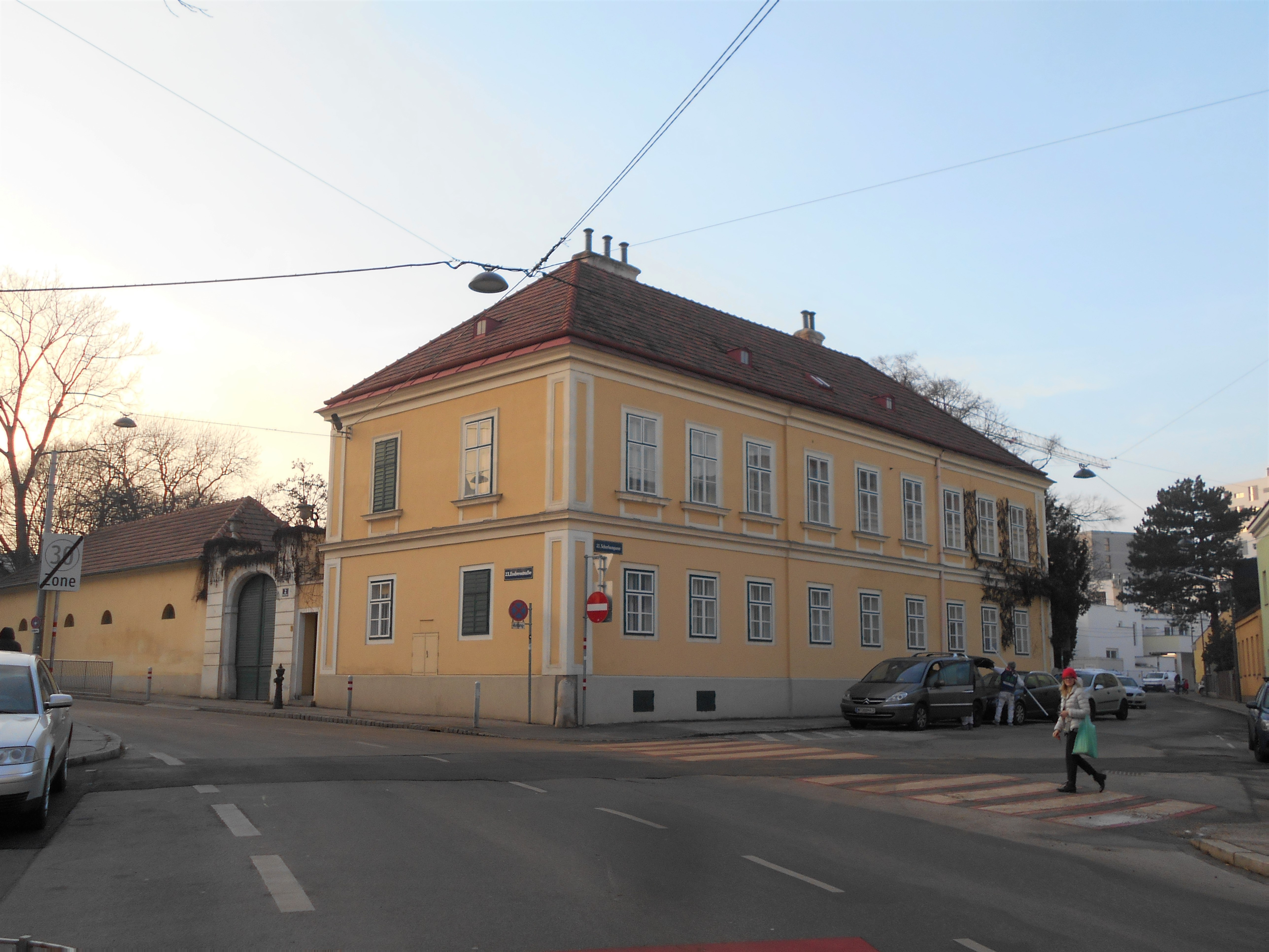
Haus Morpurgo

Der Ortskern rund um Kirchenplatz und Endresstraße/Levasseurgasse/Meisgeyergasse (Gebäude aus dem 15. Jhdt.) ist von der Stadt Wien als bauliche Schutzzone ausgewiesen.
Die römisch-katholische Pfarrkirche Atzgersdorf ist eine klassizistische Wandpfeilerkirche, die von 1781 bis 1782 nach Plänen des Architekten Andreas Fischer erbaut wurde. Die vom Architekten Erwin Plevan entworfene Filialkirche St. Christophorus wurde 1960 an der Breitenfurter Straße als Notkirche der Pfarre Atzgersdorf errichtet. Bei der evangelisch-lutherischen Johanneskirche handelt es sich um ein Art-déco-Gebäude aus den Jahren 1930 bis 1935. Ein weiteres bemerkenswertes Gebäude ist das Haus Morpurgo am Beginn der Endresstraße, das um 1800 erbaut wurde und vermutlich einen barocken Vorgängerbau miteinbezog. Auf Atzgersdorfer Gebiet befindet sich ferner das Bezirksmuseum Liesing, das in einem ehemaligen Schulgebäude des Architekten Gerhard Reitmayer aus dem Jahr 1884 untergebracht ist. Der heutige Atzgersdorfer Friedhof wurde 1880 angelegt.
Öffentliche Parkanlagen in Atzgersdorf sind der 2023 eröffnete Stadtpark Atzgersdorf am ehemaligen Campingplatz-Gelände (Breitenfurterstraße 267), der Bruno-Morpurgo-Park (Endresstraße 4–14), der Dr.-Rudolf-Hatschek-Park, der Fridtjof-Nansen-Park und der Mayer-von-Rosenau-Park. Als Naturdenkmal ausgewiesen sind unter anderem eine Trauerweide im Bruno-Morpurgo-Park, eine Schwarzkiefer im Mayer-von-Rosenau-Park und vier Einzelbäume im Stadtpark Atzgersdorf.
Als Motiv für die Gestaltung des für Atzgersdorf bestimmten Teiles des Liesinger Bezirkswappens wurde das Motiv der Heiligen Katharina mit Palmzweig und Schwert auf grüner Wiese gewählt. Die Heilige Katharina ist die Patronin der Pfarrkirche Atzgersdorf.

### Atzgersdorfer Heimatlied
Das Atzgersdorfer Heimatlied wird bis heute in den Volksschulen am Kirchenplatz und in der Prücklmayrgasse gelehrt:
I wohn’ in Atzgersdorf,

net weit vom Liesingbach,

dort wo die Häuser san,

gedeckt mit Schindldach,

dort wo die Fenster san,

verschmiert mit Hafnerlahm,

auf so an harben Grund bin i daham.
Heut schaut’s ganz anders aus.

Wir g’hörn zur Großstadt Wean.

Vü neue Häuser steh’n,

gar praktisch und modern.

Fabriken gibts sehr vü,

die Leut san arbeitsam.

Drum bin in Atzgersdorf i gern daham.

## Wirtschaft und Infrastruktur

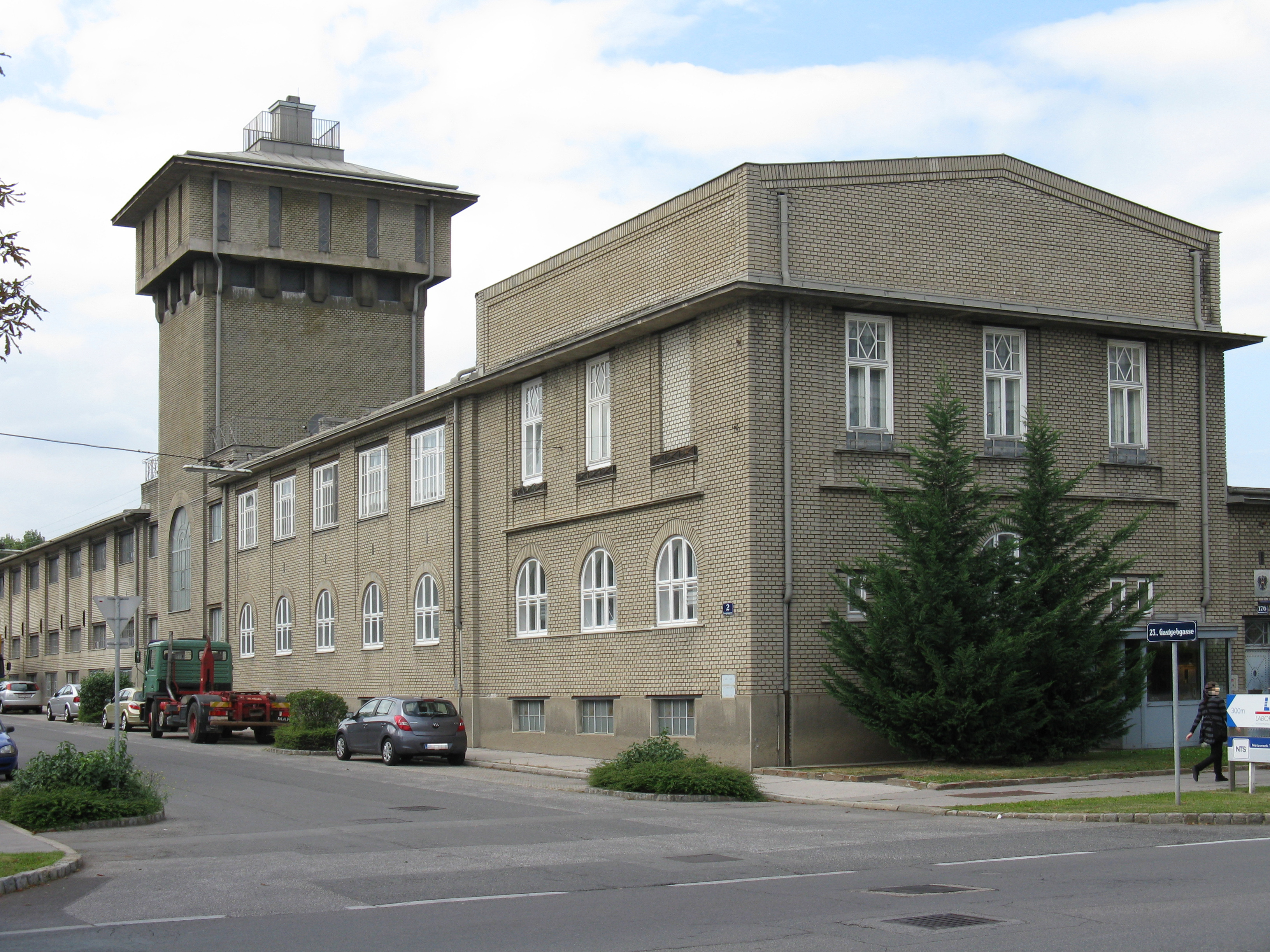
Sargfabrik Wien Atzgersdorf

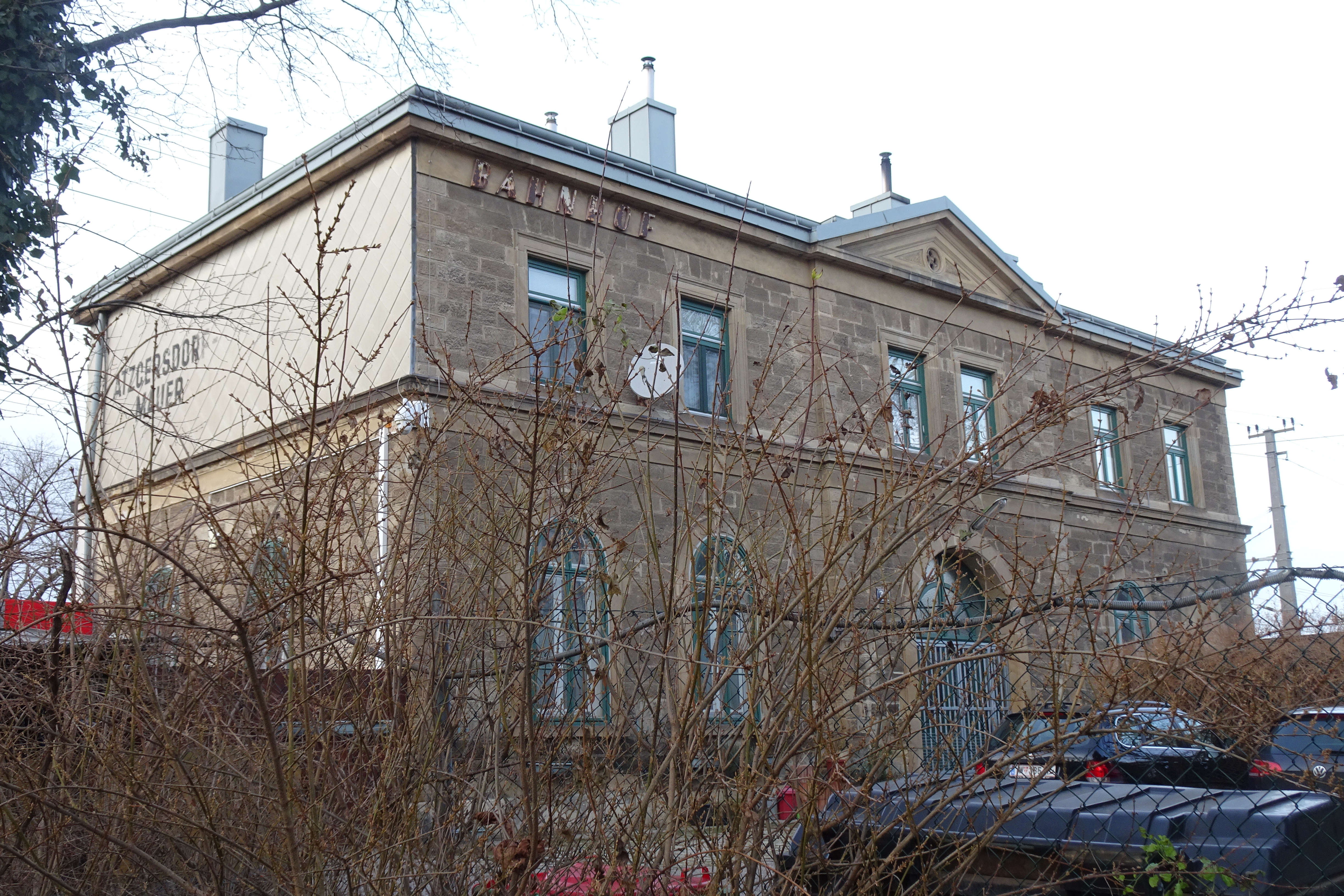
Altes Aufnahmsgebäude

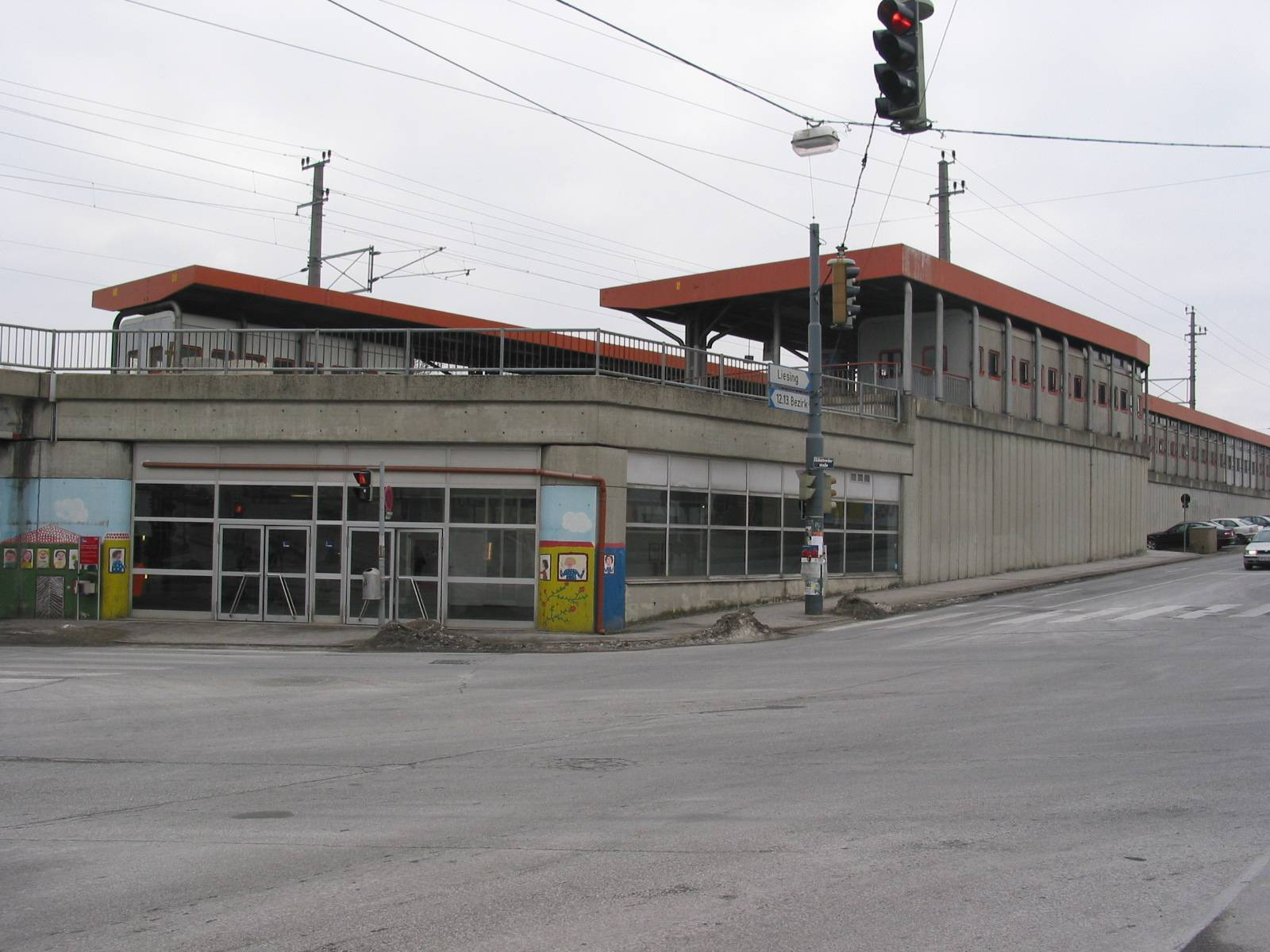
Bahnhof Wien Atzgersdorf

Das Industriegebiet von Atzgersdorf befindet sich großteils zwischen der Südbahnstrecke und dem Liesingbach. Zu den ältesten erhaltenen Industriegebäuden zählt die ehemalige Klavierfabrik Parttart (später Luner), die 1892 von Josef Schneider erbaut wurde, und die ca. 1912 errichtete ehemalige Schuhfabrik (David Langfelder – "Riott", gegründet 1892 in Wien VI., später Weber), bis 2021 Modelleisenbahnfabrik Kleinbahn. An der Breitenfurter Straße 176 befindet sich die von 1913 bis 1916 nach Plänen von Hubert Gessner errichtete frühere Maschinen-, Kisten- und Holzwarenfabrik Koffmahn, die von 1966 bis 2013 zur Sargerzeugung der Städtischen Bestattung genutzt wurde.
Bekannte Unternehmen und wichtige Arbeitgeber in der Gegend ab der Monarchie waren die k.u.k. Hof-Brückenwaagen- und Maschinen-Fabrik C. Schember & Söhne in der Gatterederstraße (errichtet ab 1888, abgerissen 1988) und die Lebensmittelfabrik Emanuel Khuner & Sohn AG (ab 1897) in der Breitenfurter Straße auf Höhe der Kunerolgasse, die nach der Fusion mit der Firma Georg Schicht („Kunerol“) 1929 im Unilever-Konzern aufging (Kokosfett, Margarine, Mayonnaise; abgerissen 2003–2015).
Ein weiteres bekanntes Unternehmen in Atzgersdorf war die Firma Osram, die von 1904 (damals noch Osmium-Licht-Unternehmung) bis 1988 neben dem Liesingbach auf Höhe des heutigen Wohnparks Alt-Erlaa einen Produktionsstandort betrieb. Der Standortteil dieses Unternehmens in der Auer-Welsbach-Straße ist beidseits der Grenze der Katastralgemeinden Atzgersdorf und Inzersdorf ab 1. Juli 2018 als „Altlast W31: Glühstrumpf-Fabrik Auer von Welsbach“ ausgewiesen.
Auf dem Gelände einer ehemaligen Kupferhütte befand sich seit der Nachkriegszeit bis zur Übersiedlung 2021 nach Münchendorf das Chemiewerk von Wildschek & Co, in dem hauptsächlich Lacke für Industriebedarf hergestellt wurden. Dieser Betrieb ging aus einigen Resten der chemischen Werke im Süden Wiens (z. B. Wagenmann, Seybel & Co., Firma Schramm & Wagenmann, Firma Ludwig Marx, Firma Eisenstädter) hervor. Sein Vorgängerunternehmen hatte sich in Liesing in der Pellmanngasse auf dem Gelände des Unternehmens Stadler befunden, ehe es auf den aktuellen Standort übersiedelte.
Der ursprüngliche Bahnhof Atzgersdorf-Mauer (heute Atzgersdorf) an der Südbahn wurde 1840 eröffnet, das Aufnahmsgebäude wurde vom Südbahn-Architekten Wilhelm Flattich erbaut. Ende der 1970er Jahre wurde er durch einen rund 100 Meter entfernten Neubau ersetzt. Das alte Aufnahmsgebäude wird seither als Wohnhaus genutzt.
Am Atzgersdorfer Kirchenplatz befindet sich seit 1826 eine Volksschule. Das heutige Gebäude wurde zwischen 1894 und 1914 in mehreren Abschnitten errichtet und seitdem mehrmals umgebaut.
Zwischen dem Sauberg bzw. dem Steinberg und der Südbahn wurden bedeutende Steinbrüche zur Gewinnung des sarmatischen Kalksandsteins betrieben. 2020 konnte durch Arbeiten des Zentrallabors des Bundesdenkmalamtes festgestellt werden, dass eine der bekanntesten Steinskulpturen im Stephansdom, nämlich die Dienstbotenmuttergottes, um das Jahr 1300 aus Atzgersdorfer Kalksandstein geschaffen wurde. Auf dem Gelände der Steinbrüche befinden sich heute neben Wohnbauten der Fridtjof-Nansen-Park, das Höpflerbad, das Seniorenheim Haus Atzgersdorf und das Jugendwohnheim Atzgersdorf.

## Persönlichkeiten
- Johann Fichtner (1799–1878), Maschinenbauer und Fabrikant,[29][30] Bürgermeister von Atzgersdorf[31]
- Rudolf Hatschek (1874–1939), Arzt
- Josef Hilgarth (1898–1975), Bezirksschulinspektor und Politiker, Bürgermeister von Atzgersdorf
- Gustav Holzmann (1926–1973), Wirtschafts- und Sozialgeograph, Historiker und Publizist
- Alois Hörbiger (1810–1876), Orgelbauer
- Hanns Hörbiger (1860–1931), Ingenieur und Begründer der Welteislehre
- Werner Faymann (* 1960), Politiker, österreichischer Bundeskanzler
- Michael Frühwirth (1891–1958), Politiker und Gewerkschaftsfunktionär, Mitglied des Gemeinderats von Atzgersdorf
- Kurt Peters (1897–1978), Chemiker
- Anton Romako (1832–1889), Maler
- Karl Skraup (1898–1958), Schauspieler
- Ludwig von Bertalanffy (1901–1972), theoretischer Biologe und Systemtheoretiker
- Leopold Vogl (1910–1991), Fußballspieler und Fußballtrainer
- Johann Werndl (1887–1938), Politiker und Hauptschullehrer, Bürgermeister von Atzgersdorf